# Nikolaus IV. Peisser
Nikolaus IV. Peisser (* in Eger; † 1479 in Königswart, Königreich Böhmen) war  28. Abt der gefürsteten Zisterzienser-Abtei Waldsassen von 1461 bis 1479.
Nikolaus Peisser stammte aus Eger und war ein Sohn des Walther Peysser (Beisser, Beysser), Bürger der Stadt Eger, im Jahre 1419 erstmals in Eger als ansässig nachzuweisen (Stadtsteuerbuch, sogenanntes Losungsbuch, Stadtarchiv). In einem Pergamentbrief vom 7. Dezember 1424 (Original im Bestand des ehemaligen Dominikanerklosters in Eger, Stadtarchiv) werden „Walther Peyssers Häuser“ vor dem Oberthor erwähnt. Seine Ehefrau, die Mutter des Nikolaus, ist unbekannt. Er war der Onkel von Wendelin Peisser, der in den Jahren 1433 bis 1461 als Johann(es) VI. 27. Abt der Zisterzienser-Abtei Waldsassen in der Oberpfalz war. und hatte die Brüder Erhard Beysser. Er war Bürger und in den Jahren 1484 bis 1489 Mitglied des Äußeren Rates der Stadt Eger und ist 1489 in Eger verstorben. Im Wahlbüchlein der Stadt werden erstmals der Name Peisser, genannt Brusch; und Hans (Alt)-Hans Beisser, genannt Brusch, verstorben 1506 in Eger, 1469 bis 1506 Mitglied des Äußeren Rates der Stadt und Schuhmacher, der Urgroßvater des Humanisten, kaiserlichen Hofpfalzgrafen und gekrönten Poeten Kaspar Brusch genannt.
Nikolaus Peysser war ein Enkel des Ulrich Peisser, im Jahre 1376 Bürger in Ingolstadt in Bayern. Von Abt Nikolau IV. haben sich etwa 70 Briefe im Stadtarchiv Eger (Fascikel 738) erhalten. Er war des Öfteren als Gesandter an fremdem Höfen und gilt als ein Abt, der zur territorialen Abrundung des Klosterbesitzes und zur Bildung des Stiftlandes beigetragen hat. Er wurde von Heinrich  Vogt von Plauen zu einer Hochzeitszeremonie nach Königswart in Westböhmen bestellt, wo er verstarb.
Abt Nikolaus IV: führte als Siegel das Brustbild eines gefürsteten Abtes mit der Mitra als Kopfbedeckung und einem Szepter in der rechten Hand. Das Rundbogenbild über der Mitra zeigt Anlehnungen an das Wappen der Peisser in Ingolstadt.
- Wappen I: „In Rot ein schwarzer Sparren mit drei gelben Lindenblättern belegt. Helmzier: Ein sitzender weißer Löwe (nach anderer Beschreibung ein weißer Hund) zwischen zwei Büffelhörnern mit schwarzen Schrägbalken, darin ein gelbes Lindenblatt. Die Helmecken sind rot-schwarz.“
- Wappen II: „In Gelb ein weißer Sparren mit drei grünen Lindenblättern belegt (Die Wappen des bayerischen Adels, 1971 Neudruck Neustadt an der Aisch, Teil I, Seite 115 und Tafel 116; Beilage zum Sammelblatt des historischen Vereins Ingolstadt, 56/1817, Seite 19, 20 und 21).“